# Schwedenkreuz
A Schwedenkreuz fica à entrada da ilha de Mainau, no lago de Constança (Bodensee).

Durante trinta anos a cidade de Konstanz foi cercada, mas o centro da cidade não foi tomado. Em memória deste insucesso, foi construída a cruz na ponta de um canhão, apelidada de Schwedenkreuz, a Cruz Sueca.
Durante a guerra dos Trinta Anos (1618-1648) as tropas suecas ocuparam a ilha de Mainau. Quando os Suecos abandonaram a ilha, pensaram que a cruz seria demasiado grande e pesada para ser carregada, pelo que a atiraram para o fundo do lago. Ela só seria encontrada em meados do século XIX.